# Grange-de-Vaivre
Grange-de-Vaivre település Franciaországban, Jura megyében. Lakosainak száma 45 fő (2022. január 1.). Grange-de-Vaivre Rennes-sur-Loue, La Chapelle-sur-Furieuse, Pagnoz és Port-Lesney községekkel határos.

## Népesség
A település népességének változása:
| Lakosok száma | 44   | 47   | 50   | 44   | 39   | 38   | 34   | 32   | 41   | 45   |
|               | 1968 | 1990 | 2006 | 2011 | 2015 | 2016 | 2018 | 2019 | 2021 | 2022 |